# Шибутани, Алекс
Алекс Хидэо Шибутани (англ. Alex Hideo Shibutani; род. 25 апреля 1991, Бостон) — американский фигурист, выступающий в танцах на льду. В паре со своей сестрой Майей Шибутани становился двукратным бронзовым призёром Олимпийских игр (2018, танцы на льду и командный турнир), серебряным (2016) и двукратным бронзовым (2011, 2017) призёром чемпионатов мира, чемпионом четырёх континентов (2016), двукратным серебряным (2011, 2017) и бронзовым (2015) призёром чемпионата четырёх континентов, а также двукратным чемпионом США (2016, 2017).
По состоянию на декабрь 2016 года пара занимала второе место в рейтинге Международного союза конькобежцев.

## Карьера
Фигурным катанием Алекс начал заниматься в 7 лет, сначала как одиночник, а в 2004 году встал в пару с сестрой Майей и перешёл в танцы на льду. Международный дебют пары состоялся на этапе юниорского Гран-при в Куршавеле, где пара одержала победу над соперниками с преимуществом в 11 баллов. На этапе в Гран-при в Мадриде оны были вторыми, уступив российской паре Екатерина Рязанова/Джонатан Гурейро. Победа и призовое место позволило паре отобраться в Финал Гран-при, где они стали 4-ми. На чемпионате США 2009 среди юниоров Алекс с Майей стали серебряными призёрами, уступив паре Мэдисон Чок/Грэг Цуэрлейн. Им же Шибутани уступили и на чемпионате мира среди юниоров 2009. В сезоне 2009—2010 пара выиграла чемпионат США среди юниоров, одержала 2 победы на этапах юниорского Гран-при, в финале Гран-при стала бронзовым призёром, а на чемпионате мира среди юниоров 2010 Шибутани остановились в шаге от пьедестала, заняв 4-е место.
Сезон 2009—2010 Шибутани начали с выступления на Nebelhorn Trophy, где они стали 5-ми. На NHK Trophy Шибутани после проката короткого танца из-за падения Алекса, который споткнулся об юбку Майи, занимали 5-е место, но 2-е место в произвольной программе позволило им в итоге стать 3-ми. 3-ми они стали и на «домашнем» этапе Гран-при Skate America 2010. Став серебряными призёрами национального чемпионата, были включены в состав сборной на чемпионат четырёх континентов и чемпионат мира. На дебютном для себя чемпионате четырёх континентов Майя и Алекс стали серебряными призёрами, уступив только серебряным призёрам Олимпиады-2010 Мэрил Дэвис/Чарли Уайт.
Новый предолимпийский сезон американские танцоры начали в октябре 2016 года на домашнем этапе Гран-при в Чикаго, на Кубке Америки который они уверенно выиграли. На своём втором в сезоне выступление на этапе Гран-при в Китае американские танцоры заняли в сложной борьбе на Кубке Китая первое место. Это позволило им уверенно выйти в финал Гран-при, в Марселе. Во Франции в упорной борьбе они уступили второе место хозяевам, но при этом улучшили свои прежние достижения в короткой программе. В январе 2017 года на национальном чемпионате в Канзасе пара боролась за первое место с экс-чемпионами. В упорной борьбе танцоры около балла выиграли и стали двукратными чемпионами страны. В середине февраля фигуристы выступали в южнокорейском городе Каннын на континентальном чемпионате, где улучшили свои прежнее достижение в произвольном танце и в сумме однако заняли только второе место. В конце марта американские фигуристы выступали на мировом чемпионате в Хельсинки, где им удалось в упорной борьбе выиграть бронзовые медали.
Новый олимпийский сезон сезон американская пара начала в серии Гран-при на российском этапе, где им удалось в сложной борьбе стать победителями. На домашнем этапе в Лейк-Плэсиде они уверенно выиграли золотые медали и улучшили свои прежние достижения в сумме и коротком танце. Это позволило им уверенно выйти в Финал Гран-при. В Нагое американские танцоры выступили удачно, они в упорной борьбе заняли третье место. В начале января на национальном чемпионате фигуристы не сумели, в упорной борьбе, отстоять чемпионское звание. В начале февраля ещё до открытия Олимпийских игр в Южной Корее пара начала соревнования в командном турнире. Они в Канныне финишировали вторыми в короткой программе. В произвольной программе пара также финишировала вторыми. Американская сборная в итоге финишировала с бронзовыми медалями.
На Олимпийских играх в Корее Алекс в составе команды США завоевал бронзовую медаль в командных и индивидуальных соревнованиях.
В апреле 2018 года Алекс и Майя объявили, что пропустят сезон 2018-2019.

## Программы
| Сезон     | Короткий танец                                                                                      | Произвольный танец | Показательные                            |
| --------- | --------------------------------------------------------------------------------------------------- | --- | ---------------------------------------- |
| 2012—2013 | Марш: Ojos Azul Вальс: Dolencias Полька: Sikureada Incantations                                     | Саундтрек к фильму «Мемуары гейши» Джон Уильямс                                                                                   |                                          |
| 2011—2012 | Самба: «Batucada» DJ Dero, Самба: «The Girl from Ipanema» Olivia, Самба: «Samba de Janeiro» Bellini | «In the Mood», «Moonlight Serenade» «Chattanooga Choo Choo», «In the Mood» из кинофильма «Серенада солнечной долины» Гленн Миллер | «The Prayer» Селин Дион & Андреа Бочелли |
| 2010—2011 | Вальс Карусель Ричард Роджерс                                                                       | Smile Нэт Кинг Коул Let’s Face the Music and Dance Нэт Кинг Коул                                                                  | La Vie En Rose Луи Армстронг             |
| Сезон     | Оригинальный танец                                                                                  | Произвольный танец | Показательные                            |
| 2009—2010 | Itsuka Mata Тэцуро Найто Ao-ki Kaze Рютаро Канэко                                                   | Tango Rhapsody Луис Энрикес Бакалов Жизнь в розовом цвете Louis Guglielmi                                                         |                                          |
| 2008—2009 | Подборка из фильма «Miss Pettigrew Lives for a Day» Поль Инглишбай                                  | Новый кинотеатр «Парадизо» Эннио Морриконе                                                                                        | Японская народная музыка                 |
| 2007—2008 | Японская народная музыка                                                                            | Музыка для фортепиано Жан-Мари Сенья                                                                                              |                                          |
| 2006—2007 | | Мемуары гейши Джон Уильямс |                                          |

## Результаты
| Результаты выступлений Майи и Алекса Шибутани среди взрослых |       |       |       |       |       |       |       |       |
| Соревнования                                                 | 10/11 | 11/12 | 12/13 | 13/14 | 14/15 | 15/16 | 16/17 | 17/18 |
| Международные                                                |       |       |       |       |       |       |       |       |
| Олимпиада — танцы                                            |       |       |       | 9     |       |       |       | 3     |
| Олимпиада — команда                                          |       |       |       |       |       |       |       | 3     |
| Чемпионат мира                                               | 3     | 8     | 8     | 6     | 5     | 2     | 3     |       |
| Четыре континента                                            | 2     | 4     | 4     |       | 3     | 1     | 2     |       |
| Финал Гран-при                                               |       | 5     |       |       | 4     | 4     | 3     | 3     |
| Гран-при США                                                 | 3     |       |       | 3     | 2     |       | 1     | 1     |
| Гран-при Японии                                              | 3     | 1     | 3     | 3     |       | 1     |       |       |
| Гран-при Канады                                              |       |       |       |       |       | 2     |       |       |
| Мемориал Непелы                                              |       |       |       |       | 1     | 3     |       |       |
| Icechallenge                                                 |       |       |       |       | 1     |       |       |       |
| Гран-при России                                              |       |       | 4     |       |       |       |       | 1     |
| Гран-при Китая                                               |       | 2     |       |       | 2     |       | 1     |       |
| Finlandia Trophy                                             |       | 2     |       |       |       |       |       |       |
| Nebelhorn Trophy                                             | 5     |       |       |       |       |       |       |       |
| Национальные                                                 |       |       |       |       |       |       |       |       |
| Чемпионат США                                                | 2     | 2     | 3     | 3     | 2     | 1     | 1     | 2     |

| Результаты Майи и Алекса Шибутани среди юниоров |       |       |       |       |
| Соревнования                                    | 06/07 | 07/08 | 08/09 | 09/10 |
| Международные среди юниоров                     |       |       |       |       |
| Чемпионат мира                                  |       |       | 2     | 4     |
| Финал Гран-при                                  |       |       | 4     | 3     |
| Гран-при Хорватии                               |       |       |       | 1     |
| Гран-при США                                    |       |       |       | 1     |
| Гран-при Франции                                |       |       | 1     |       |
| Гран-при Испании                                |       |       | 2     |       |
| Национальные среди юниоров                      |       |       |       |       |
| Чемпионат США                                   |       | 4     | 2     | 1     |
| Национальные среди новичков                     |       |       |       |       |
| Чемпионат США                                   | 1     |       |       |       |